# تام بینز
تام بینز (انگلیسی: Tom Binns؛ زادهٔ ۱۹۷۰ (۵۴–۵۵ سال)) کمدین، روانشناس و نویسنده اهل بریتانیا است.
 او بیشتر به خاطر شخصیت دی جی در بیمارستان ایوان برکنبری مشهور شد.